# Alda Sousa
Alda Maria Botelho Correia de Sousa (Porto, 4 de Agosto de 1953) é docente universitária do Instituto de Ciências Biomédicas Abel Salazar e foi deputada do Bloco de Esquerda em 2004 e eurodeputada entre 2012 e 2014.

## Biografia
É licenciada em Matemática Aplicada e doutorada em Ciências Biomédicas, na especialidade de Genética agregada em Biologia das Populações (1995). É professora associada no Instituto de Ciências Biomédicas Abel Salazar da Universidade do Porto.
Desenvolve investigação na área das doenças genéticas humanas no Instituto de Biologia Molecular e Celular da Universidade do Porto.
Faz parte da direção do Sindicato dos Professores do Norte.

## Bloco de Esquerda
Alda Sousa é membro da Mesa Nacional do Bloco de Esquerda, o órgão máximo do partido, desde a sua fundação e faz parte da direção distrital do Porto.
Foi mandatária do Movimento Médicos Pela Escolha, durante o referendo pela legalização do aborto em 2007.

## Deputada
Foi deputada do Bloco de Esquerda pelo círculo do Porto em 2004, durante a IX Legislatura.
Fez parte da Comissão de Educação, Ciência e Cultura e da Comissão de Trabalho e dos Assuntos Sociais e da Subcomissão de Cultura.

## Eurodeputada
Após a morte trágica de Miguel Portas em Antuérpia em 2012, vítima de cancro do pulmão, Alda de Sousa junta-se em Bruxelas a Marisa Matias no grupo GUE/NGL, substituindo o eurodeputado em funções no Parlamento Europeu.
Vai redigir dois relatórios e um parecer sobre o Fundo Europeu de Ajustamento à Globalização, destinado a compensar os trabalhadores afetados com a deslocação de empresas para fora dos países.
Participa em outros 10 relatórios como relator-sombra e redige 53 propostas de resolução parlamentar.
Foi membro da Comissão de Orçamentos, da Delegação para as Relações com o Iraque e da Delegação para as Relações com os Países do Magrebe e a União do Magrebe Árabe.
Foi também membro suplente da Delegação para as Relações com os Países do Magrebe e a União do Magrebe Árabe, da Delegação para as Relações com o Irão e da Delegação para as Relações com os Países do Maxereque.
Em 2014, Alda Sousa termina o seu mandato no Parlamento Europeu e rejeita a reforma e o subsídio de reintegração a que tinha direito, tornando-se a primeira eurodeputada portuguesa a tomar esta decisão.